# Stenorrhynchos speciosum
Stenorrhynchos speciosum är en orkidéart som först beskrevs av Nikolaus Joseph von Jacquin, och fick sitt nu gällande namn av Louis Claude Marie Richard. Stenorrhynchos speciosum ingår i släktet Stenorrhynchos och familjen orkidéer. Inga underarter finns listade i Catalogue of Life.

## Bildgalleri

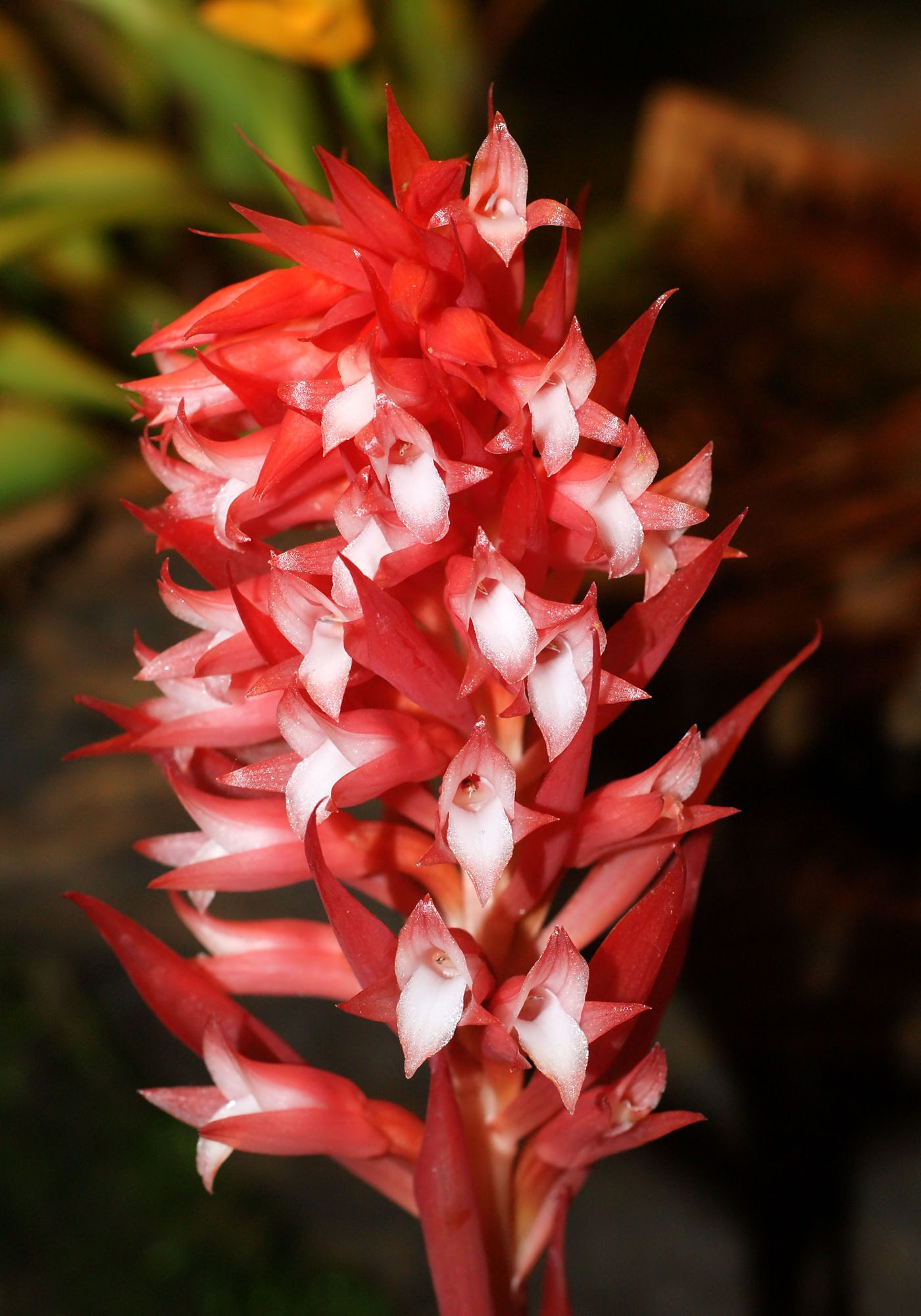
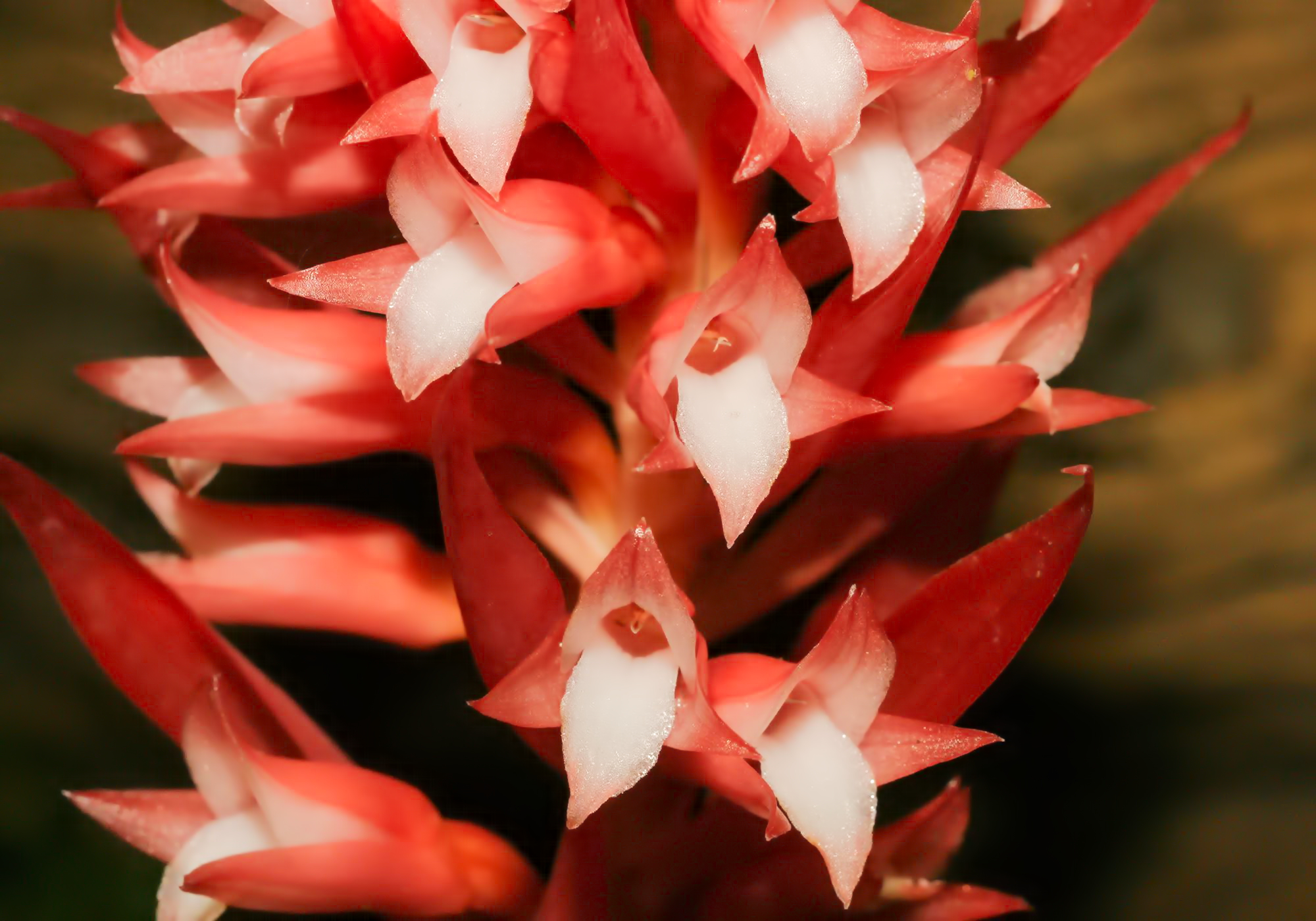